# Astroblepus vanceae
Astroblepus vanceae är en fiskart som först beskrevs av Eigenmann, 1913.  Astroblepus vanceae ingår i släktet Astroblepus och familjen Astroblepidae. Inga underarter finns listade.